# フィル・ラモーン
フィル・ラモーン（Phil Ramone、1934年1月5日 - 2013年3月30日）は、アメリカ合衆国の音楽プロデューサー、レコーディング・エンジニア。ヴァイオリニスト、作曲家としても知られる。

## 経歴
南アフリカ共和国に生まれ、ニューヨークのブルックリンで育った。3歳でヴァイオリンを始め、10歳のときにエリザベス2世の前で演奏するという神童として知られた。1940年代の終わりにはクラシック音楽のヴァイオリニストを目指してジュリアード音楽院に進んだ。クラスメートの一人にはジャズ・サクソフォーン奏者のフィル・ウッズがいた。
1959年、レコーディング・スタジオ「A&Rレコーディング」を立ち上げた。とりわけ革新的な技術を積極的に用いることでレコーディング・エンジニア、音楽プロデューサーとしての評判を得る。
ポール・サイモン、アート・ガーファンクル、ボブ・ディラン、フランク・シナトラ、バリー・マニロウ、アレサ・フランクリン、ビリー・ジョエルほか多数のアーティストの作品の制作に関わった（後述）。
マリリン・モンローがジョン・F・ケネディのために歌った（ケネディは「いつ死んでも悔いはない」と言ったという）「ハッピーバースデートゥーユー」の録音にもクレジットされている。
ラモーンがもたらした音楽の技術的な革命には、4トラック・レコーダー、映画の光学式サラウンド音声、デジタル録音技術などがあり、A&Rスタジオでは初の一般販売用コンパクトディスクが製作された（大々的に販路に載った最初のCDアルバムは1978年発売のビリー・ジョエル『ニューヨーク52番街』）。また最初の商業的なDVDもラモーンの手によるもので、1997年のデイヴ・グルーシンによる『ウエストサイド物語』であった。
ニューヨーク州のファイヴ・タウンズ・カレッジとバークリー音楽大学から名誉学位を授与されており、バークリーでは理事も務めている。
チャック・グラナータとの共著による書籍『Making Records: The Scenes Behind The Music』が2007年10月9日に出版された。
2013年3月30日、ニューヨークで死去。大動脈瘤のため入院中だったとされる。

## 主なプロデューサー・エンジニア作品
| 年号   | アーティスト                        | 作品名                             | 担当                       |
| ------ | ----------------------------------- | ---------------------------------- | -------------------------- |
| 1960年 | ベン・E・キング                     | スパニッシュ・ハーレム             | エンジニア                 |
| 1962年 | クインシー・ジョーンズ              | Big Band Bossa Nova                | エンジニア                 |
| 1963年 | アントニオ・カルロス・ジョビン      | The Composer of Desafinado Plays   | エンジニア                 |
| 1964年 | スタン・ゲッツ ジョアン・ジルベルト | ゲッツ/ジルベルト                  | エンジニア                 |
| 1967年 | フランク・シナトラ                  | The World We Knew                  | エンジニア                 |
| 1969年 | バート・バカラック                  | Make It Easy on Yourself           | プロデューサー             |
| 1971年 | Lazarus                             | Lazarus                            | プロデューサー、エンジニア |
| 1972年 | マリー・トラヴァース                | Morning Glory                      | プロデューサー、エンジニア |
| 1973年 | Lazarus                             | A Fool’s Paradise                  | プロデューサー、エンジニア |
| 1973年 | ポール・サイモン                    | ひとりごと                         | プロデューサー、エンジニア |
| 1973年 | アリス・クーパー                    | Muscle of Love                     | エンジニア                 |
| 1974年 | フィービ・スノウ                    | Phoebe Snow                        | プロデューサー、エンジニア |
| 1974年 | ギルバート・オサリバン              | A Stranger In My Own Back Yard     | エンジニア                 |
| 1974年 | アレサ・フランクリン                | Let Me in Your Life                | エンジニア                 |
| 1974年 | ボブ・ディラン ザ・バンド           | 偉大なる復活                       | エンジニア                 |
| 1974年 | ポール・サイモン                    | ライヴ・ライミン                   | エンジニア                 |
| 1975年 | ポール・サイモン                    | 時の流れに                         | プロデューサー、エンジニア |
| 1975年 | ボブ・ディラン                      | 血の轍                             | エンジニア                 |
| 1977年 | ビリー・ジョエル                    | ストレンジャー                     | プロデューサー、エンジニア |
| 1977年 | アート・ガーファンクル              | ウォーターマーク                   | プロデューサー             |
| 1977年 | リビー・タイタス                    | Libby Titus                        | プロデューサー、エンジニア |
| 1978年 | ビリー・ジョエル                    | ニューヨーク52番街                 | プロデューサー             |
| 1980年 | ポール・サイモン                    | ワン・トリック・ポニー             | プロデューサー             |
| 1982年 | サイモン&ガーファンクル             | The Concert in Central Park        | プロデューサー             |
| 1985年 | 松田聖子                            | SOUND OF MY HEART                  | プロデューサー             |
| 1987年 | ポール・マッカートニー              | ワンス・アポン・ア・ロング・アゴー | プロデューサー             |
| 1996年 | カレン・カーペンター                | 遠い初恋                           | プロデューサー             |
| 2014年 | ジョージ・マイケル                  | Symphonica                         | プロデューサー             |

## 業績
グラミー賞にはこれまで33回ノミネートされており、14回受賞している。
- 1965年 - 最優秀録音賞（クラシック以外）(Best Engineered Recording, non classical) - 『ゲッツ/ジルベルト』（スタン・ゲッツとジョアン・ジルベルトの共作アルバムで、合計4部門で受賞）[18]
- 1970年 - 最優秀ミュージカル・アルバム（プロデューサー）(Best Musical Show Album for producing) - 『プロミセス、プロミセス』 [19]
- 1976年 - 最優秀アルバム（プロデューサー）(Album of the Year for producing) -  ポール・サイモン『時の流れに(Still Crazy After All These Years)』 [20]
- 1979年 - 最優秀レコード（プロデューサー）(Record of the Year for producing) -  ビリー・ジョエル「素顔のままで(Just the Way You Are)」 [21]
- 1980年 - 最優秀アルバム（プロデューサー）(Album of the Year for producing) -  ビリー・ジョエル『ニューヨーク52番街 (52nd Street)』 [22]
- 1981年 - 最優秀プロデューサー（クラシック以外）(Producer of the Year (non classical) ) [23]
- 1984年 - 最優秀サウンドトラック・アルバム(Best Album Of Original Score Written For A Motion Picture Or A Television Special) - 「フラッシュダンス(Flashdance)」[24]
- 1995年 - 最優秀ミュージカル・ショー・アルバム（プロデューサー）(Best Musical Show Album for producing) - 『Passion』[25]
- 2002年 - 最優秀トラディショナル・ポップ・ボーカル・アルバム（プロデューサー）(Best Traditional Pop Vocal Album) - トニー・ベネット『ウィズ・マイ・フレンズ(Playin' With My Friends: Bennett Sings The Blues)』[26]
- 2004年 - それまでの音楽の録音技術への貢献に対して(contributions of outstanding technical significance to the recording field)[27]
- 2004年 - 最優秀サラウンドアルバム(Best Surround Sound Album) - レイ・チャールズ『ジーニアス・ラヴ～永遠の愛(Genius Loves Company)』[28][29]
- 2004年 - 最優秀アルバム（プロデューサー）(Album of the Year for producing) - レイ・チャールズ『ジーニアス・ラヴ～永遠の愛(Genius Loves Company)』[29]
- 2005年 - 最優秀トラディショナル・ポップ・ボーカル・アルバム（プロデューサー）(Best Traditional Pop Vocal Album) - トニー・ベネット『アート・オブ・ロマンス(The Art of Romance)』[30]
- 2006年 - 最優秀トラディショナル・ポップ・ボーカル・アルバム（プロデューサー）(Best Traditional Pop Vocal Album) - トニー・ベネット『デュエッツ：アメリカン・クラシック(An American Classic)』[31]

1973年にはエミー賞をCBSのデューク・エリントンの番組である"Duke Ellington...We Love You Madly"で、サウンド・ミキサーとして受賞した。